# Margareta Viklund
Anna Margareta Viklund, född Lööw 16 maj 1930 i Brännkyrka församling i Stockholm, död 7 juli 2021 i Nacka, var en svensk politiker (kristdemokrat). 

## Biografi
Margareta Viklund föddes år 1930 i Stockholm. Hon var dotter till tvättmästaren Fredrik Engelbert Lööw och Judith Andersson. Viklund studerade fram till 1948 vid flickskolan och avlade 1953 sjuksköterskeexamen. Hon arbetade 1953–1958 som sjuksköterska, 1958–1968 distriktssköterska och 1968–1971 vårdlärare. Viklund var från 1971 till 1995 sekreterare i Landstingsförbundet. Hon var ersättare riksdagsledamot 1991–1994 var ordinarie riksdagsledamot 1998–2002.
I riksdagen var hon ledamot i Försvarsutskottet 1998–2002, Utrikesutskottet 1991–1994 och OSSE-delegationen 2001–2002. Hon var även suppleant i Socialutskottet 1991–1993 och OSSE-delegationen 1998–2001.